# Macrohyporia pileata
Macrohyporia pileata är en svampart som beskrevs av Ryvarden & Núñez 1999. Macrohyporia pileata ingår i släktet Macrohyporia och familjen Polyporaceae.   Inga underarter finns listade i Catalogue of Life.